# Kanclerz Republiki Federalnej Niemiec
Kanclerz Republiki Federalnej Niemiec (również Kanclerz Federalny, niem. Bundeskanzler, Bundeskanzler der Bundesrepublik Deutschland) – szef rządu federalnego w Niemczech.
Kanclerz federalny w RFN to odpowiednik premiera.

## Wybory kanclerza

### I tura
Kanclerz wybierany jest przez Bundestag – czyli jedną z izb parlamentu niemieckiego. Izba robi to na wniosek Prezydenta Federalnego, który jest oparty na konsultacji z frakcjami parlamentarnymi, tak aby kandydat cieszył się poparciem większości parlamentarnej. Wybrany zostaje kandydat, który osiągnął absolutną większość głosów (>50%).
Prezydent musi dokonać formalności i złożyć odpowiedni wniosek zgodnie z konstytucją, tak aby nie opóźnić lub nie uniemożliwić wyboru kanclerza.

### II tura
Jeżeli I tura nie wyłoni kandydata, Bundestag może w ciągu 14 dni od głosowania wybrać kanclerza absolutną większością i nie musi to być kandydat prezydenta.

### III tura
Jeżeli II tura nie jest udana wówczas niezwłocznie odbywa się kolejne głosowanie. Wybrany zostaje kandydat, który uzyskał najwięcej głosów – jeżeli jest to absolutna większość to prezydent powołuje go na urząd kanclerza w ciągu 7 dni, jeżeli zwykła większość to nie musi, ale jeśli tego nie uczyni to rozwiązuje parlament.
Zazwyczaj kanclerz wybrany zostaje w I turze.

### Po obsadzeniu stanowiska kanclerza
Przedstawia on głowie państwa kandydatów na ministrów, a prezydent dokonuje ich mianowania – tylko formalnego. Prezydent ma niewielki wpływ na formowanie rządu, pociąga to za to kanclerza do wyłącznej odpowiedzialności przed Bundestagiem za prowadzoną politykę. Kanclerz więc uwzględnia czynniki polityczne przy swych decyzjach – przede wszystkim poglądy swojej partii.

### Odwołanie rządu i kanclerza
Odwołanie następuje w drodze udzielenia konstruktywnego wotum nieufności kanclerzowi przez Bundestag. Polega to na tym, że izba może odwołać wspomnianego szefa rządu tylko wtedy, gdy jednocześnie wskaże nowego kandydata na to stanowisko. Parlament nie może więc odwołać rządu bez zagwarantowania powstania nowego rządu, któremu udzieli poparcie. To rozwiązanie zapobiega kryzysom – czyli sytuacjom, w których parlament jest w stanie zdymisjonować rząd, ale nie potrafi wyłonić nowego. Inne przyczyny dymisji rządu to śmierć kanclerza, upływ kadencji rządu i kanclerza z chwilą zebrania się nowo wybranego Bundestagu.

### Wotum zaufania
Jeżeli kanclerz nie jest pewny, że Bundestag go popiera i chce wyjaśnić własną pozycję, ma prawo wystąpić o udzielenie mu wotum zaufania, może połączyć wniosek z konkretnym projektem rządowym, np. projektem ustawy. Jednak nawet uzyskanie wotum zaufania nie gwarantuje solidnego poparcia dla rządu, może np. oznaczać brak alternatywy dla obecnego rządu i w niedługim czasie rząd może uzyskać konstruktywne wotum nieufności. Natomiast jeśli parlament nie udzieli kanclerzowi wotum zaufania i nie jest w stanie w określonym konstytucyjnie czasie dokonać wyboru nowego kanclerza, obecny szef rządu może w ciągu 21 dni złożyć prezydentowi wniosek o rozwiązanie izby. Nieuchwalenie wotum zaufania nie pociąga za sobą rozwiązania rządu. Jeżeli kanclerz nie wystąpi z wnioskiem o rozwiązanie Bundestagu, to może dalej pełnić swoje funkcje. Warto zauważyć, że szef rządu może wystąpić o udzielenie mu takiego wniosku i dysponując większością w parlamencie doprowadzić do nieuzyskania wotum zaufania, potem złożyć wniosek o rozwiązanie izby i doprowadzić do wyborów w korzystnym dla niego terminie. Korzystano z tego w historii RFN dwukrotnie.

### Szczególne sytuacje
Stan obrony – jeżeli jest wtedy konieczność wyboru nowego kanclerza, może dokonać tego Komisja Wspólna – bezwzględną większością głosów, kandydata zgłasza prezydent federalny. Do wyrażenia wotum nieufności w tym stanie przez ową komisję połączonego z wyborem nowego kanclerza wymagana jest większość 2/3 jej członków.
Stanowisko kanclerza występuje w systemie kanclerskim – odmianie systemu gabinetowego z tym, że ma on mocniejszą pozycję niż np. polski premier (konstruktywne wotum nieufności).

## Główne zadania kanclerza federalnego
- Rozstrzyganie o liczbie ministrów i zakresie ich działalności – ministrów resortowych i bez teki. Kompetencje i istnienie niektórych ministrów przewiduje ustawa zasadnicza (spraw zagranicznych, finansów, obrony, wymiaru sprawiedliwości),
- Kanclerz może zdymisjonować ministra poprzez złożenie takiego wniosku do prezydenta – prezydent robi to od strony formalnej. Może odmówić jeżeli narusza to prawo, nie bada natomiast przyczyn dymisji,
- Kanclerz kieruje pracami rządu, przewodniczy posiedzeniom,
- Reprezentuje rząd na zewnątrz – wobec innych organów państwa i w kontaktach międzynarodowych,
- Dysponuje urzędniczym aparatem pomocniczym (urząd kanclerski) – czerpie stąd informacje o funkcjonowaniu państwa, kontroluje innych ministrów i koordynuje ich działalność.

Kanclerz nie obsadza wysokich stanowisk rządowych – robią to ministrowie resortowi.
Kanclerz określa wytyczne polityki rządu – jednak każdy minister kieruje swym resortem samodzielnie, ale odpowiada przed szefem rządu za tę działalność. Wytyczne mogą być szczegółowe, jak i kierowane do całego rządu. Nie zawsze są bezwzględne i kategoryczne, kanclerz nie może autokratycznie rozstrzygać spraw, musi brać pod uwagę opinie innych członków rządu – ważnych polityków swej partii lub koalicji. Często kieruje raczej apele i prośby, inaczej mógłby stracić poparcie swojego zaplecza politycznego. Kanclerze rzadko więc korzystają z tego przywileju.
Kanclerz podlega odpowiedzialności karnej.